# Intima främlingar
Intima främlingar är en fransk film från 2004.

## Handling
Anna ska besöka sin psykiater men går fel och börjar istället berätta om sina äktenskapliga problem för en skatterådgivare, William. Han fascineras av kvinnan och berättelsen och de gör upp om en ny mötestid.

## Rollista (i urval)
- Sandrine Bonnaire – Anna
- Fabrice Luchini – William
- Michel Duchaussoy – Dr. Monnier
- Anne Brochet – Jeanne
- Gilbert Melki – Marc
- Laurent Gamelon – Luc
- Hélène Surgère – Mrs. Mulon
- Urbain Cancelier – Chatel